# Heterochromatyna

Schemat jądra komórkowego, zaznaczono heterochromatynę

Heterochromatyna jest częścią chromatyny w jądrze interfazowym, w której nić DNA jest szczególnie mocno upakowana. Jej cechą charakterystyczną jest ograniczenie udziału  w procesie transkrypcji, co ma wpływ na ekspresję genów. Jej zwarta struktura decyduje o tym, że jest nieaktywna genetycznie.
Wyróżnia się jej dwa główne typy: fakultatywna, konstytutywna (konstytucyjna).
Heterochromatyna fakultatywna to materiał euchromatynowy, którego genetyczna aktywność przy danej specjalizacji komórki  została stłumiona, ale w którym występują geny kodujące mogące być aktywne przy innej specjalizacji komórki.
Formowanie się heterochromatyny fakultatywnej  powstaje przy różnicowaniu się komórek w zarodku.
Dobrze zbadanym przykładem heterochromatyny jest chromatyna płciowa. Ten rodzaj heterochromatyny został odkryty przez W. Taylora w roku 1960.
Heterochromatyna konstytutywna to heterochromatyna z bardzo ciasno upakowanym DNA, który w większości nie bierze udziału w procesie transkrypcji i występuje w taki sam sposób we wszystkich komórkach organizmu, niezależnie od ich stopnia specjalizacji.
W komórkach ssaków znajdowana jest głównie wokół centromeru i przy końcach chromosomów.
Heterochromatyna konstytutywna to heterochromatyna obecna w tych samych miejscach w chromosomach homologicznych. Replikuje się w późnej fazie S cyklu komórkowego.